# 摩根鎮區 (阿肯色州克利本縣)
摩根鎮區（英語：Morgan Township）是位於美國阿肯色州克利本縣的一個行政鎮區。

## 地方資料
摩根鎮區的面積為31.99平方千米，當中陸地面積為22.79平方千米，而水域面積為9.20平方千米。根據2010年美國人口普查的數據，當地共有人口537人，而人口密度為每平方千米16.79人。